# Grenzbach (Wiese)
Der Grenzbach ist ein knapp 870 Meter langer Bach des Südschwarzwaldes im baden-württembergischen Landkreis Lörrach. Er entspringt auf dem Gebiet der Gemeinde Fröhnd im Gewann Auf der Wurzen und mündet in Schönau im Schwarzwald im Ortsteil Brand von links und Osten in die Wiese.

## Geographie

### Verlauf
Der Grenzbach entspringt etwa 650 Meter westlich des Schneckenkopfs im Gemeindegebiet von Fröhnd auf etwa 765 m ü. NHN. Von dort fließt er in nordwestlicher Richtung. Nach etwa 100 Metern markiert er weitgehend die Grenze zwischen der Gemeinde Fröhnd und der Stadt Schönau im Schwarzwald, die in einem engen, steilen und bewaldeten Tal verläuft. Der Bannwald ist als Biotop geschützt. Auf etwa 550 m ü. NHN rund 200 Meter vor der Mündung verlässt er die Gemeindegrenze und ist vollständig von Fröhnder Gebiet umgeben, nach weiteren rund 50 Metern tritt er aus dem Wald heraus und verläuft fortan durch ein weiteres geschütztes Biotop entlang eines Auwaldstreifens. Hier überquert er die Grenze zum Schönauer Ortsteil Brand und fließt weitere etwa 80 Meter seiner Mündung von links und Osten in die Wiese entgegen, die er auf etwa 513 m ü. NHN erreicht.
Der gut 870 Meter lange Lauf des Grenzbachs mündet rund 250 Höhenmeter unterhalb seiner Quelle, er hat somit ein mittleres Sohlgefälle von etwa 29 %.

### Einzugsgebiet
Das naturräumlich zum Südschwarzwald gehörende Einzugsgebiet ist knapp 60 Hektar groß und liegt zu knapp 80 % auf dem Gemeindegbiet von Fröhnd, die restlichen gut 20 %  gehören zum Gebiet der Stadt Schönau im Schwarzwald. Der höchste Punkt des Einzugsgebiets liegt im Osten auf dem Gipfel des Schneckenkopfs (995,8 m ü. NHN).
Die Einzugsgebiete der folgenden Nachbargewässer grenzen an:
- Im Norden konkurriert der weitgehend parallel verlaufende Schneckenbach, der sich direkt oberhalb in die Wiese ergießt;
- jenseits der östlichen Wasserscheide auf dem Schneckenkopf, entwässert der Schleifenbach ebenfalls oberhalb in die Wiese;
- im Südosten grenzt das Einzugsggebiet des Künabachs, und seines Nebenlaufs Tiefengraben, der weiter unterhalb in die Wiese mündet;
- im Süden liegt ein Gebiet, welches die Wiese selbst entwässert.

### Zuflüsse
Auf der amtlichen Gewässerkarte sind zwei namenlose Zuflüsse eingezeichnet, wobei der obere ca. 170 m lang ist, auf etwa 735 m ü. NHN entspringt und auf etwa 650 m ü. NHN von rechts und Westen mündet; der untere wiederum rund 280 m lang ist, auf etwa 675 m ü. NHN entspringt und auf etwa 580 m ü. NHN von links und Süden mündet.

### Flusssystem Wiese
- Fließgewässer im Flusssystem Wiese